# شلالات هافاسو

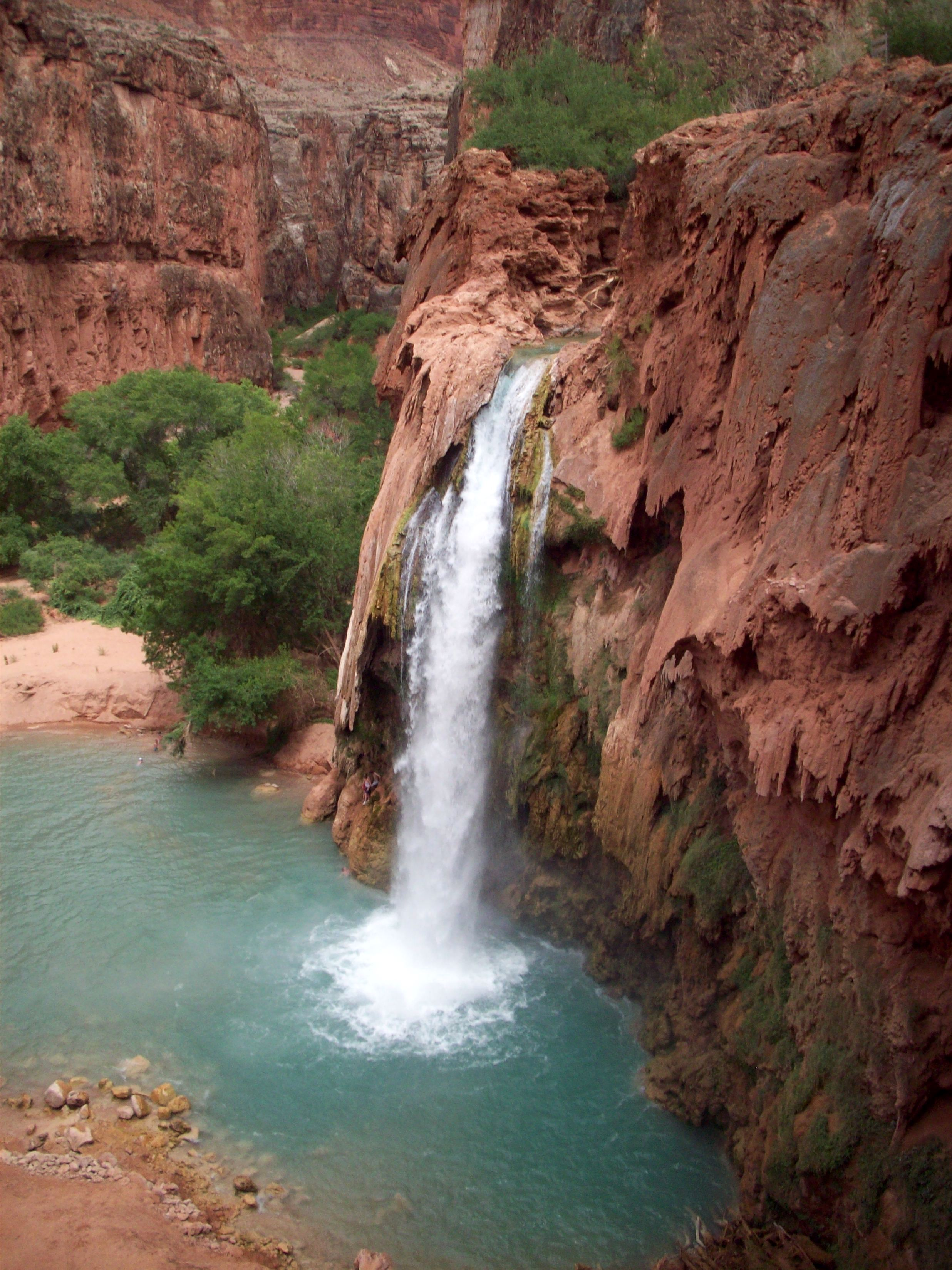
شلالات هافاسو

شلال هافاسو يعتبر واحد من أجمل الشلالات في العالم والذي يقع في منطقة جراند كانيون في ولاية أريزونا بالولايات المتحدة الأمريكية حيث تتدفق المياه من الحجر الجيري مما يعطيها لون أخضر مائل للزرقة. وتسقط المياه في هذا الشلال من ارتفاع أكثر من 37 متر.

## وصلات خارجية
- الموقع الرسمي.